# Galanthus lagodechianus
Espèce
Galanthus lagodechianus est une espèce de plantes herbacées vivaces à bulbe de la famille des Amaryllidaceae. C'est l'une des espèces dont le nom vernaculaire anglais est Snowdrop (« Perce neige »). Il a été découvert dans le Caucase.

## Description
Il s'agit d'une plante bulbeuse herbacée. Elle atteint 10 cm quand elle est en feuilles puis 20 cm quand elle est en fleurs. Les feuilles linéaires vertes dressées d'une largeur de 5 à 10 mm apparaissent au début du printemps, suivies d'une inflorescence blanche pendante en forme de cloche. Les segments intérieurs du périanthe sont marqués d'une forme de « U » ou « V » inversé vert,.

## Habitat et répartition
Galanthus lagodechianus  préfère les conditions humides au soleil ou à l'ombre partielle. Il est présent à 1 800-2 400 m d'altitude, dans les forêts mixtes à feuilles caduques. On le trouve en Arménie, en Azerbaijan, dans l'Est de la Georgie et dans la fédération de Russie (Daghestan, Kabardino-Balkarie, Ingouchie et Ossétie du Nord).

## Culture
Il est également largement cultivé comme plante ornementale et se distingue par sa floraison la plus tardive de toutes les espèces de perce-neige (souvent à la fin du mois de février ou au début du mois de mars).

## Systématique
L'espèce Galanthus lagodechianus a été décrite en 1947 par la botaniste géorgienne Liubov Kemularia-Nathadze (d) (1891–1985).
Galanthus lagodechianus a pour synonymes :
- Galanthus cabardensis Koss
- Galanthus kemulariae Kuth.
- Galanthus ketzkhovelii Kem.-Nath.

### Étymologie
Son épithète spécifique, lagodechianus, fait référence à la réserve naturelle de Lagodekhi dans l'Est de la Géorgie.